# Euroligue de basket-ball 2014-2015
Navigation
Édition précédente Édition suivante
L'Euroligue de basket-ball 2014-2015 (ou Turkish Airlines Euroleague pour des raisons de parrainage) est la 15e édition de l'Euroligue masculine (et la 58e édition de la plus prestigieuse coupe des clubs européens). La compétition rassemble les 24 meilleurs clubs de basket-ball de la zone FIBA Europe.

## Tournoi préliminaire
8 équipes s'affrontent dans un tournoi préliminaire et le vainqueur, l'UNICS Kazan rejoint la compétition de saison régulière,.
Les 8 équipes sont :
- Hapoël Jérusalem, demi-finaliste du championnat d'Israël (bénéficie d'une wild-card) ;
- UNICS Kazan, demi-finaliste du championnat de Russie (bénéficie d'une wild-card) ;
- ČEZ Basketball Nymburk, champion de République tchèque ;
- BC Telenet Ostende, champion de Belgique ;
- VEF Riga, vice-champion de Lettonie (bénéficie d'une wild-card)[3] ;
- Strasbourg Illkirch-Graffenstaden Basket, finaliste du championnat de France ;
- ASVEL Lyon-Villeurbanne, quart de finaliste du championnat de France (bénéficie d'une wild-card) ;
- Stelmet Zielona Góra, finaliste du championnat de Pologne.

Le tirage au sort a lieu le 10 juillet 2014.
|  | Quarts de finale        | Quarts de finale        | Quarts de finale        | Quarts de finale        |                         |                         | Demi-finales | Demi-finales | Demi-finales | Demi-finales |  |  | Finale       | Finale       | Finale       | Finale       |
|  |                         |                         |                         |                         |                         |                         |              |              |              |              |  |  |              |              |              |              |
|  | 24 septembre            | 24 septembre            | 24 septembre            | 24 septembre            |                         |                         | 25 septembre | 25 septembre | 25 septembre | 25 septembre |  |  | 26 septembre | 26 septembre | 26 septembre | 26 septembre |
|  | 24 septembre            | 24 septembre            | 24 septembre            | 24 septembre            |                         |                         | 25 septembre | 25 septembre | 25 septembre | 25 septembre |  |  | 26 septembre | 26 septembre | 26 septembre | 26 septembre |
|  | UNICS Kazan             | UNICS Kazan             | 90                      | 90                      |                         |                         | 25 septembre | 25 septembre | 25 septembre | 25 septembre |  |  | 26 septembre | 26 septembre | 26 septembre | 26 septembre |
|  | UNICS Kazan             | UNICS Kazan             | 90                      | 90                      |                         |                         | 25 septembre | 25 septembre | 25 septembre | 25 septembre |  |  | 26 septembre | 26 septembre | 26 septembre | 26 septembre |
|  | Stelmet Zielona Góra    | Stelmet Zielona Góra    | 86                      | 86                      |                         |                         | 25 septembre | 25 septembre | 25 septembre | 25 septembre |  |  | 26 septembre | 26 septembre | 26 septembre | 26 septembre |
|  | Stelmet Zielona Góra    | Stelmet Zielona Góra    | 86                      | 86                      | UNICS Kazan             | UNICS Kazan             | 82           | 82           |              |              |  |  | 26 septembre | 26 septembre | 26 septembre | 26 septembre |
|  | 24 septembre            |                         |                         |                         | UNICS Kazan             | UNICS Kazan             | 82           | 82           |              |              |  |  | 26 septembre | 26 septembre | 26 septembre | 26 septembre |
|  |                         |                         | Hapoël Jérusalem        | Hapoël Jérusalem        | 71                      | 71                      |              |              |              |              |  |  | 26 septembre | 26 septembre | 26 septembre | 26 septembre |
|  | Hapoël Jérusalem        | Hapoël Jérusalem        | Hapoël Jérusalem        | Hapoël Jérusalem        | 71                      | 71                      | 94           | 94           |              |              |  |  | 26 septembre | 26 septembre | 26 septembre | 26 septembre |
|  | Hapoël Jérusalem        | Hapoël Jérusalem        | 25 septembre            |                         |                         |                         | 94           | 94           |              |              |  |  | 26 septembre | 26 septembre | 26 septembre | 26 septembre |
|  | ČEZ Basketball Nymburk  | ČEZ Basketball Nymburk  | 84                      | 84                      |                         |                         |              |              |              |              |  |  | 26 septembre | 26 septembre | 26 septembre | 26 septembre |
|  | ČEZ Basketball Nymburk  | ČEZ Basketball Nymburk  | 84                      | 84                      | UNICS Kazan             | UNICS Kazan             | 88           | 88           |              |              |  |  |              |              |              |              |
|  | 23 septembre            |                         |                         |                         | UNICS Kazan             | UNICS Kazan             | 88           | 88           |              |              |  |  |              |              |              |              |
|  |                         |                         | ASVEL Lyon-Villeurbanne | ASVEL Lyon-Villeurbanne | 79                      | 79                      |              |              |              |              |  |  |              |              |              |              |
|  | BC Telenet Ostende      | BC Telenet Ostende      | ASVEL Lyon-Villeurbanne | ASVEL Lyon-Villeurbanne | 79                      | 79                      | 77           | 77           |              |              |  |  |              |              |              |              |
|  | BC Telenet Ostende      | BC Telenet Ostende      |                         |                         |                         |                         |              |              |              |              |  |  |              |              |              |              |
|  | ASVEL Lyon-Villeurbanne | ASVEL Lyon-Villeurbanne | 86                      | 86                      |                         |                         |              |              |              |              |  |  |              |              |              |              |
|  | ASVEL Lyon-Villeurbanne | ASVEL Lyon-Villeurbanne | 86                      | 86                      | ASVEL Lyon-Villeurbanne | ASVEL Lyon-Villeurbanne | 74           | 74           |              |              |  |  |              |              |              |              |
|  | 23 septembre            |                         |                         |                         | ASVEL Lyon-Villeurbanne | ASVEL Lyon-Villeurbanne | 74           | 74           |              |              |  |  |              |              |              |              |
|  |                         |                         | Strasbourg IG Basket    | Strasbourg IG Basket    | 65                      | 65                      |              |              |              |              |  |  |              |              |              |              |
|  | VEF Riga                | VEF Riga                | Strasbourg IG Basket    | Strasbourg IG Basket    | 65                      | 65                      | 53           | 53           |              |              |  |  |              |              |              |              |
|  | VEF Riga                | VEF Riga                |                         |                         |                         |                         |              | 53           |              |              |  |  |              |              |              |              |
|  | Strasbourg IG Basket    | Strasbourg IG Basket    | 82                      | 82                      |                         |                         |              |              |              |              |  |  |              |              |              |              |
|  | Strasbourg IG Basket    | Strasbourg IG Basket    | 82                      | 82                      |                         |                         |              |              |              |              |  |  |              |              |              |              |
|  |                         |                         |                         |                         |                         |                         |              |              |              |              |  |  |              |              |              |              |

## Saison régulière
Le premier tour a lieu du 16 octobre au 18 décembre 2014.

### Équipes participantes
24 équipes disputent la saison régulière dont le vainqueur du tournoi préliminaire. Les 23 équipes qualifiées directement sont :
- Cedevita Zagreb, vice-champion de la Ligue adriatique ;
- ALBA Berlin, vice-champion d'Allemagne ;
- Bayern Munich, champion d'Allemagne ;
- Real Madrid, vice-champion d'Espagne ;
- FC Barcelone, champion d'Espagne ;
- Laboral Kutxa Vitoria, quart de finaliste du championnat d'Espagne ;
- Unicaja Málaga, demi-finaliste du championnat d'Espagne ;
- Valencia BC, demi-finaliste du championnat d'Espagne ;
- Limoges CSP, champion de France ;
- Panathinaïkos Athènes, champion de Grèce ;
- Olympiakós Le Pirée, vice-champion de Grèce ;
- Maccabi Tel-Aviv, champion d'Israël et tenant du titre ;
- Dinamo Basket Sassari, demi-finaliste du championnat d'Italie ;
- EA7 Emporio Armani Milan, champion d'Italie ;
- Žalgiris Kaunas, champion de Lituanie ;
- Klaipėdos Neptūnas, vice-champion de Lituanie ;
- Turów Zgorzelec, champion de Pologne ;
- CSKA Moscou, champion de Russie ;
- BK Nijni Novgorod, vice-champion de Russie ;
- Étoile rouge de Belgrade, demi-finaliste de la Ligue adriatique ;
- Galatasaray SK, vice-champion de Turquie ;
- Anadolu Efes Istanbul, quart de finaliste du championnat de Turquie ;
- Fenerbahçe Ülker Istanbul, champion de Turquie.

Et le vainqueur du tour préliminaire :
- UNICS Kazan, demi-finaliste du championnat de Russie (bénéficie d'une wild-card).

### Tirage au sort
Le tirage au sort de l'Euroligue a lieu le 10 juillet 2014.
Les équipes ont été réparties en 6 pots de 4 équipes. Deux équipes d'une même nation ne peuvent pas s'affronter lors de cette première phase.
Les 4 premières équipes de chaque groupe sont qualifiées pour le Top 16. Le format de la compétition évolue puisque désormais les deux dernières équipes de chaque groupe sont repêchées et participent à l'EuroCoupe 2014-2015 qu'elles intègrent au stade du 2e tour.

### Chapeaux
| Pot 1                                                    | Pot 2                                                                    | Pot 3                                                                          | Pot 4                                                                 | Pot 5                                                                        | Pot 6                                                                   |
| -------------------------------------------------------- | ------------------------------------------------------------------------ | ------------------------------------------------------------------------------ | --------------------------------------------------------------------- | ---------------------------------------------------------------------------- | ----------------------------------------------------------------------- |
| CSKA Moscou FC Barcelone Olympiakós Le Pirée Real Madrid | Maccabi Tel-Aviv Panathinaïkos Athènes Valencia BC Anadolu Efes Istanbul | Unicaja Málaga Fenerbahçe Ülker Istanbul Laboral Kutxa Vitoria Žalgiris Kaunas | ALBA Berlin Galatasaray SK EA7 Emporio Armani Milan BK Nijni Novgorod | Étoile rouge de Belgrade Cedevita Zagreb Bayern Munich Dinamo Basket Sassari | Turów Zgorzelec Neptūnas Klaipėda Limoges CSP UNICS Kazan (Qualifié TP) |

### Groupe A
| Rang | Équipe                    | Pts | J  | G | P | Pp  | Pc  | Diff |  | Résultats (dom.\ext.) |        |       |       | N      | K     |        |
| ---- | ------------------------- | --- | -- | - | - | --- | --- | ---- |  | --------------------- | ------ | ----- | ----- | ------ | ----- | ------ |
| 1    | Real Madrid               | 18  | 10 | 8 | 2 | 873 | 775 | 98   |  | Real Madrid           |        | 90-70 | 80-71 | 112-83 | 75-85 | 115-94 |
| 2    | Anadolu Efes Istanbul     | 16  | 10 | 6 | 4 | 723 | 696 | 27   |  | Anadolu Efes Istanbul | 75-73  |       | 62-65 | 61-65  | 82-76 | 85-62  |
| 3    | Žalgiris Kaunas (3V-1D)   | 15  | 10 | 5 | 5 | 714 | 709 | 5    |  | Žalgiris Kaunas       | 66-68  | 57-66 |       | 97-63  | 77-71 | 80-79  |
| 4    | BK Nijni Novgorod (2V-2D) | 15  | 10 | 5 | 5 | 764 | 823 | -59  |  | BK Nijni Novgorod     | 98-101 | 66-76 | 55-61 |        | 78-74 | 88-86  |
| 5    | UNICS Kazan (1V-3D)       | 15  | 10 | 5 | 5 | 751 | 721 | 30   |  | UNICS Kazan           | 75-76  | 92-80 | 73-60 | 73-79  |       | 85-62  |
| 6    | Dinamo Basket Sassari     | 11  | 10 | 1 | 9 | 758 | 859 | -101 |  | Dinamo Basket Sassari | 58-83  | 75-82 | 92-80 | 82-89  | 68-72 |        |

- Qualification pour le Top 16
- Repêchage pour le 2e tour de l'EuroCoupe 2014-2015

### Groupe B
| Rang | Équipe              | Pts | J  | G  | P | Pp  | Pc  | Diff |  | Résultats (dom.\ext.) |       |       |       |       |       |        |
| ---- | ------------------- | --- | -- | -- | - | --- | --- | ---- |  | --------------------- | ----- | ----- | ----- | ----- | ----- | ------ |
| 1    | CSKA Moscou         | 20  | 10 | 10 | 0 | 880 | 718 | 162  |  | CSKA Moscou           |       | 99-80 | 95-85 | 95-66 | 97-79 | 88-56  |
| 2    | Maccabi Tel-Aviv    | 17  | 10 | 7  | 3 | 797 | 783 | 14   |  | Maccabi Tel-Aviv      | 61-84 |       | 81-73 | 95-89 | 73-83 | 92-76  |
| 3    | Unicaja Málaga (+2) | 14  | 10 | 4  | 6 | 763 | 757 | 6    |  | Unicaja Málaga        | 75-76 | 66-70 |       | 87-84 | 82-73 | 75-69  |
| 4    | ALBA Berlin (-2)    | 14  | 10 | 4  | 6 | 762 | 791 | -29  |  | ALBA Berlin           | 68-84 | 69-84 | 79-78 |       | 67-70 | 89-66  |
| 5    | Cedevita Zagreb     | 13  | 10 | 3  | 7 | 740 | 789 | -49  |  | Cedevita Zagreb       | 72-76 | 71-82 | 63-78 | 67-80 |       | 102-83 |
| 6    | Limoges CSP         | 12  | 10 | 2  | 8 | 702 | 806 | -104 |  | Limoges CSP           | 76-86 | 73-79 | 67-64 | 65-71 | 71-60 |        |

- Qualification pour le Top 16
- Repêchage pour le 2e tour de l'EuroCoupe 2014-2015

### Groupe C
| Rang | Équipe                         | Pts | J  | G | P | Pp  | Pc  | Diff |  | Résultats (dom.\ext.)     |        |       |       |        |       |       |
| ---- | ------------------------------ | --- | -- | - | - | --- | --- | ---- |  | ------------------------- | ------ | ----- | ----- | ------ | ----- | ----- |
| 1    | FC Barcelone                   | 19  | 10 | 9 | 1 | 861 | 738 | 123  |  | FC Barcelone              |        | 89-91 | 78-69 | 84-80  | 83-81 | 86-67 |
| 2    | Fenerbahçe Ülker Istanbul      | 18  | 10 | 8 | 2 | 843 | 787 | 56   |  | Fenerbahçe Ülker Istanbul | 78-80  |       | 84-62 | 77-74  | 87-81 | 89-74 |
| 3    | Panathinaïkos Athènes (+25)    | 15  | 10 | 5 | 5 | 768 | 743 | 25   |  | Panathinaïkos Athènes     | 67-80  | 91-73 |       | 90-63  | 87-72 | 84-77 |
| 4    | EA7 Emporio Armani Milan (-25) | 15  | 10 | 5 | 5 | 775 | 795 | -20  |  | EA7 Emporio Armani Milan  | 63-78  | 74-80 | 66-64 |        | 83-81 | 90-71 |
| 5    | Bayern Munich                  | 12  | 10 | 2 | 8 | 806 | 866 | -60  |  | Bayern Munich             | 77-99  | 86-93 | 81-75 | 74-81  |       | 95-89 |
| 6    | PGE Turów Zgorzelec            | 11  | 10 | 1 | 9 | 773 | 897 | -124 |  | PGE Turów Zgorzelec       | 65-104 | 76-91 | 69-79 | 96-101 | 89-78 |       |

- Qualification pour le Top 16
- Repêchage pour le 2e tour de l'EuroCoupe 2014-2015

### Groupe D
| Rang | Équipe                   | Pts | J  | G | P | Pp  | Pc  | Diff |  | Résultats (dom.\ext.)    |       |         | L     |       |        | V     |
| ---- | ------------------------ | --- | -- | - | - | --- | --- | ---- |  | ------------------------ | ----- | ------- | ----- | ----- | ------ | ----- |
| 1    | Olympiakós Le Pirée      | 18  | 10 | 8 | 2 | 748 | 711 | 37   |  | Olympiakós Le Pirée      |       | 64-59   | 63-57 | 93-66 | 89-79  | 77-76 |
| 2    | Étoile rouge de Belgrade | 16  | 10 | 6 | 4 | 784 | 728 | 56   |  | Étoile rouge de Belgrade | 57-62 |         | 90-82 | 76-68 | 79-62  | 76-63 |
| 3    | Laboral Kutxa Vitoria    | 15  | 10 | 5 | 5 | 803 | 798 | 5    |  | Laboral Kutxa Vitoria    | 89-70 | 66-86   |       | 91-90 | 88-69  | 93-89 |
| 4    | Galatasaray SK (+16)     | 14  | 10 | 4 | 6 | 803 | 818 | -15  |  | Galatasaray SK           | 79-74 | 110-103 | 78-71 |       | 94-68  | 71-64 |
| 5    | Neptūnas Klaipėda (-16)  | 14  | 10 | 4 | 6 | 763 | 857 | -94  |  | Neptūnas Klaipėda        | 81-85 | 83-81   | 80-79 | 82-72 |        | 94-87 |
| 6    | Valencia BC              | 13  | 10 | 3 | 7 | 775 | 764 | 11   |  | Valencia BC              | 68-71 | 68-77   | 79-69 | 78-71 | 103-65 |       |

- Qualification pour le Top 16
- Repêchage pour le 2e tour de l'EuroCoupe 2014-2015

## Top 16
Les 16 équipes qualifiées à l'issue de la saison régulière sont réparties en deux groupes.

### Groupe E
| Rang | Équipe                     | Pts | J  | G  | P  | Pp   | Pc   | Diff |  | Résultats (dom.\ext.)    | R      | B     |       |       |       |       |       |       |
| ---- | -------------------------- | --- | -- | -- | -- | ---- | ---- | ---- |  | ------------------------ | ------ | ----- | ----- | ----- | ----- | ----- | ----- | ----- |
| 1    | Real Madrid (+15)          | 25  | 14 | 11 | 3  | 1224 | 1032 | 192  |  | Real Madrid              |        | 93-73 | 86-75 | 83-65 | 93-62 | 99-83 | 85-61 | 93-78 |
| 2    | FC Barcelone (-15)         | 25  | 14 | 11 | 3  | 1149 | 1062 | 87   |  | FC Barcelone             | 85-80  |       | 89-71 | 80-76 | 92-82 | 89-72 | 92-77 | 82-72 |
| 3    | Maccabi Tel-Aviv           | 23  | 14 | 9  | 5  | 1071 | 1072 | -1   |  | Maccabi Tel-Aviv         | 90-86  | 70-68 |       | 73-70 | 59-66 | 79-72 | 78-67 | 81-72 |
| 4    | Panathinaïkos Athènes (+4) | 21  | 14 | 7  | 7  | 1048 | 1022 | 26   |  | Panathinaïkos Athènes    | 85-69  | 77-81 | 83-76 |       | 66-68 | 77-58 | 74-69 | 86-77 |
| 5    | ALBA Berlin (-4)           | 21  | 14 | 7  | 7  | 976  | 1031 | -55  |  | ALBA Berlin              | 61-79  | 80-70 | 64-73 | 59-65 |       | 80-72 | 73-68 | 75-68 |
| 6    | Žalgiris Kaunas            | 18  | 14 | 5  | 8  | 921  | 976  | -55  |  | Žalgiris Kaunas          | 71-88  | 72-83 | 66-73 | 76-70 | 75-62 |       | 76-70 | 72-59 |
| 7    | Étoile rouge de Belgrade   | 18  | 14 | 4  | 10 | 1025 | 1059 | -34  |  | Étoile rouge de Belgrade | 72-79  | 73-77 | 89-76 | 69-68 | 86-69 | 68-70 |       | 65-74 |
| 8    | Galatasaray SK             | 16  | 14 | 2  | 12 | 1023 | 1167 | -144 |  | Galatasaray SK           | 71-107 | 65-88 | 94-97 | 84-86 | 65-75 | 78-69 | 68-91 |       |

- Qualification pour les play-offs
- Non qualifié pour les play-offs

### Groupe F
| Rang | Équipe                         | Pts | J  | G  | P  | Pp   | Pc   | Diff |  | Résultats (dom.\ext.)     | M     | FÜ    |       | AE     | V     |        | NN     | M      |
| ---- | ------------------------------ | --- | -- | -- | -- | ---- | ---- | ---- |  | ------------------------- | ----- | ----- | ----- | ------ | ----- | ------ | ------ | ------ |
| 1    | CSKA Moscou                    | 26  | 14 | 12 | 2  | 1227 | 1114 | 113  |  | CSKA Moscou               |       | 75-81 | 76-70 | 88-83  | 99-90 | 97-75  | 103-95 | 101-74 |
| 2    | Fenerbahçe Ülker Istanbul      | 25  | 14 | 11 | 3  | 1126 | 1033 | 93   |  | Fenerbahçe Ülker Istanbul | 81-84 |       | 68-74 | 83-72  | 91-90 | 98-77  | 92-79  | 78-63  |
| 3    | Olympiakós Le Pirée            | 23  | 14 | 10 | 4  | 1075 | 1007 | 68   |  | Olympiakós                | 84-76 | 64-73 |       | 86-75  | 76-64 | 81-58  | 77-70  | 77-72  |
| 4    | Anadolu Efes Istanbul (+2)     | 20  | 14 | 6  | 8  | 1102 | 1132 | -30  |  | Anadolu Efes Istanbul     | 69-78 | 71-77 | 84-70 |        | 84-87 | 86-78  | 79-75  | 74-70  |
| 5    | Laboral Kutxa Vitoria (-2)     | 20  | 14 | 6  | 8  | 1155 | 1164 | -9   |  | Laboral Kutxa Vitoria     | 74-81 | 93-65 | 74-73 | 67-72  |       | 102-83 | 81-74  | 79-74  |
| 6    | EA7 Emporio Armani Milan (+11) | 18  | 14 | 4  | 10 | 1083 | 1193 | -110 |  | EA7 Emporio Armani Milan  | 79-88 | 71-82 | 74-83 | 71-73  | 99-85 |        | 59-79  | 90-86  |
| 7    | Unicaja Málaga (-11)           | 18  | 14 | 4  | 10 | 1079 | 1140 | -61  |  | Unicaja Málaga            | 77-95 | 60-68 | 61-69 | 93-90  | 93-84 | 77-84  | 85-76  |        |
| 8    | BK Nijni Novgorod              | 17  | 14 | 3  | 11 | 1121 | 1185 | -64  |  | BK Nijni Novgorod         | 82-86 | 60-78 | 82-91 | 109-90 | 89-85 | 76-85  |        | 75-94  |

- Qualifié pour les play-offs
- Non qualifié pour les play-offs

## Phase éliminatoire
Les quarts-de-finale se jouent en 3 manches gagnantes. Les deux premières rencontres (et éventuellement la cinquième) ont lieu sur le terrain de la première équipe nommée. Le Final Four se jouera les 15 et 17 mai 2015 au Palacio de Deportes de la Comunidad de Madrid.
|  | Quarts de finale          | Quarts de finale          | Quarts de finale | Quarts de finale | Quarts de finale | Quarts de finale       |                        |                        | Demi-finales           | Demi-finales           |    |             | Finale                    | Finale |
|  |                           |                           |                  |                  |                  |                        |                        |                        |                        |                        |    |             |                           |        |
|  | Real Madrid               | 80                        | 90               | 72               | 76               |                        |                        |                        |                        |                        |    |             |                           |        |
|  | Anadolu Efes Istanbul     | 71                        | 85               | 75               | 63               |                        |                        |                        |                        |                        |    |             |                           |        |
|  | Anadolu Efes Istanbul     | 71                        | 85               | 75               | 63               |                        | Real Madrid            | 96                     |                        |                        |    |             |                           |        |
|  |                           |                           |                  |                  |                  |                        | Real Madrid            | 96                     |                        |                        |    |             |                           |        |
|  |                           | Fenerbahçe Ülker Istanbul | 87               |                  |                  |                        |                        |                        |                        |                        |    |             |                           |        |
|  | Fenerbahçe Ülker Istanbul | Fenerbahçe Ülker Istanbul | 87               | 80               | 82               | 75                     |                        |                        |                        |                        |    |             |                           |        |
|  | Fenerbahçe Ülker Istanbul |                           |                  | 80               | 82               | 75                     |                        |                        |                        |                        |    |             |                           |        |
|  | Maccabi Tel-Aviv          | 72                        | 67               | 74ap             |                  |                        |                        |                        |                        |                        |    |             |                           |        |
|  |                           |                           |                  |                  |                  |                        |                        |                        |                        |                        |    | Real Madrid | 78                        |        |
|  |                           | Olympiakós Le Pirée       | 59               |                  |                  |                        |                        |                        |                        |                        |    |             |                           |        |
|  | FC Barcelone              | 73                        | 63               | 71               | 68               |                        |                        |                        |                        |                        |    |             |                           |        |
|  | Olympiakós Le Pirée       | 57                        | 76               | 73               | 71               |                        |                        |                        |                        |                        |    |             |                           |        |
|  | Olympiakós Le Pirée       | 57                        | 76               | 73               | 71               |                        | Olympiakós Le Pirée    | 70                     |                        |                        |    |             |                           |        |
|  |                           |                           |                  |                  |                  |                        | Olympiakós Le Pirée    | 70                     |                        |                        |    |             |                           |        |
|  |                           | CSKA Moscou               | 68               |                  |                  | Match pour la 3e place | Match pour la 3e place | Match pour la 3e place | Match pour la 3e place | Match pour la 3e place |    |             |                           |        |
|  | CSKA Moscou               | CSKA Moscou               | 68               | 93               | 100              | Match pour la 3e place | Match pour la 3e place | Match pour la 3e place | Match pour la 3e place | Match pour la 3e place | 85 | 74          |                           |        |
|  | CSKA Moscou               |                           |                  | 93               | 100              |                        |                        |                        |                        |                        | 85 | 74          |                           |        |
|  | Panathinaïkos Athènes     | 66                        | 80               | 86               | 55               |                        |                        |                        |                        |                        |    |             | Fenerbahçe Ülker Istanbul | 80     |
|  |                           |                           |                  |                  |                  |                        |                        |                        |                        |                        |    |             | CSKA Moscou               | 86     |

## Récompenses individuelles
- Meilleur joueur :  Nemanja Bjelica ( Fenerbahçe Ülker)[5]
- Meilleur marqueur (trophée Alphonso Ford) :  Taylor Rochestie (18,9 points de moyenne par rencontre avec  BK Nijni Novgorod)[6]
- Meilleur jeune joueur (joueur de moins de 22 ans) :  Bogdan Bogdanović ( Fenerbahçe Ülker)[7]
- Meilleur défenseur :  Bryant Dunston ( Olympiakós)[8]

| - Meilleur cinq : - G Vassilis Spanoulis ( Olympiakós) - G Miloš Teodosić ( CSKA Moscou) - F Nemanja Bjelica ( Fenerbahçe Ülker) - F Felipe Reyes ( Real Madrid) - C Boban Marjanović ( Étoile rouge de Belgrade) | - Deuxième meilleur cinq : - G Nando de Colo ( CSKA Moscou) - G Rudy Fernández ( Real Madrid) - G Andrew Goudelock ( Fenerbahçe Ülker) - F Devin Smith ( Maccabi Tel-Aviv) - C Ante Tomić ( FC Barcelone) |

### Trophées mensuels
| Mois     | Joueur             | Équipe           |
| -------- | ------------------ | ---------------- |
| Octobre  | Vassilis Spanoulis | Olympiakós       |
| Novembre | Dario Šarić        | Anadolu Efes     |
| Décembre | Devin Smith        | Maccabi Tel-Aviv |
| Janvier  | Nando de Colo      | CSKA Moscou      |
| Février  | Rudy Fernández     | Real Madrid      |
| Mars     | Nemanja Bjelica    | Fenerbahçe Ülker |
| Avril    | Georgios Printezis | Olympiakós       |

### Trophées hebdomadaires

#### MVP par journée

##### Saison régulière
| Journée | Joueur            | Équipe           | Évaluation |
| ------- | ----------------- | ---------------- | ---------- |
| 1       | Boban Marjanović  | Étoile rouge     | 30         |
| 2       | Andrew Goudelock  | Fenerbahçe Ülker | 30         |
| 3       | Jaycee Carroll    | Real Madrid      | 37         |
| 4       | James Anderson    | Žalgiris Kaunas  | 38         |
| 5       | Andrew Goudelock  | Fenerbahçe Ülker | 40         |
| 6       | Zoran Erceg       | Galatasaray SK   | 41         |
| 7       | Boban Marjanović  | Étoile rouge     | 36         |
| 8       | D'or Fischer      | UNICS Kazan      | 43         |
| 9       | Duško Savanović   | Bayern Munich    | 37         |
| 10      | Ioannis Bourousis | Real Madrid      | 31         |

##### Top 16
| Journée | Joueur              | Équipe            | Évaluation |
| ------- | ------------------- | ----------------- | ---------- |
| 1       | Taylor Rochestie    | BK Nijni Novgorod | 32         |
| 2       | Felipe Reyes        | Real Madrid       | 29         |
| 2       | Brian Randle        | Maccabi Tel-Aviv  | 29         |
| 3       | Nando de Colo       | CSKA Moscou       | 34         |
| 4       | Artsiom Parakhouski | BK Nijni Novgorod | 37         |
| 5       | Ante Tomić          | FC Barcelone      | 34         |
| 6       | Rudy Fernández      | Real Madrid       | 38         |
| 7       | Nando de Colo       | CSKA Moscou       | 29         |
| 8       | Samardo Samuels     | Olimpia Milan     | 47         |
| 9       | Reggie Redding      | Alba Berlin       | 36         |
| 10      | Ante Tomić          | FC Barcelone      | 35         |
| 11      | Bogdan Bogdanović   | Fenerbahçe Ülker  | 32         |
| 12      | Alessandro Gentile  | Olimpia Milan     | 30         |
| 13      | Alex Renfroe        | ALBA Berlin       | 28         |
| 14      | Boban Marjanović    | Étoile rouge      | 28         |
| 14      | Devin Smith         | Maccabi Tel-Aviv  | 28         |

##### Quarts de finale
| Match | Joueur             | Équipe        | Évaluation |
| ----- | ------------------ | ------------- | ---------- |
| 1     | Gustavo Ayón       | Real Madrid   | 29         |
| 2     | Georgios Printezis | Olympiakós    | 34         |
| 3     | Níkos Pappás       | Panathinaïkos | 31         |
| 4     | Andreï Kirilenko   | CSKA Moscou   | 27         |